# Agonandra obtusifolia
Agonandra obtusifolia là một loài thực vật có hoa trong họ Opiliaceae. Loài này được Standl. mô tả khoa học đầu tiên năm 1920.